# Recopa Africana 1996
La Recopa Africana 1996 es la 22.ª edición de este torneo de fútbol a nivel de clubes de África organizado por la CAF y que contó con la participación de 37 equipos, 9 más que en la edición anterior.
El Al-Mokawloon Al-Arab de Egipto venció en la final al AC Sodigraf de Zaire para ganar el título por tercera ocasión.

## Ronda Preliminar
| Equipo 1     | Agr.         | Equipo 2             | Ida | Vuelta |
| ------------ | ------------ | -------------------- | --- | ------ |
| Mogas 90 FC  | dq1          | ASC Air Mauritanie   | —   | —      |
| Rayon Sports | 4–4 (5:4 p.) | Ethiopian IC         | 3–1 | 1–3    |
| Red Star     | 1–2          | SS Saint-Louisienne  | 0–0 | 1–2    |
| Notwane FC   | 4–0          | Mhlambanyatsi Rovers | 2–0 | 2–0    |
| MP Tigers    | 3–3 (4:1 p.) | Real Rovers          | 1–2 | 2–1    |

1- Los equipo de Mauritania fueron descalificados por las deudas de su federación con la CAF.

## Primera Ronda
| Equipo 1         | Agr.     | Equipo 2            | Ida | Vuelta |
| ---------------- | -------- | ------------------- | --- | ------ |
| ASKO Kara        | 3–5      | Stade d'Abidjan     | 2–1 | 1–4    |
| FUS Rabat        | 5–1      | Mogas 90 FC         | 5–0 | 0–1    |
| Canon Yaoundé    | 2–0      | AS CotonTchad       | 1–0 | 1–0    |
| Olympique Béja   | 8–1      | ASF Bobo-Dioulasso  | 6–0 | 2–1    |
| AS Douanes       | w/o1     | Great Olympics      | —   | —      |
| CR Belouizdad    | 5–4      | Horoya AC           | 5–2 | 0–2    |
| AS Aviação       | 3–5      | Mbilinga FC         | 1–1 | 2–4    |
| Étoile du Congo  | 4–4 (v.) | Katsina United      | 2–3 | 2–12   |
| Chapungu United  | w/o3     | Simba               | 1–0 | —      |
| El Mokawloon     | 2–1      | Rayon Sports        | 2–1 | 0–0    |
| Pretoria City FC | 8–1      | SS Saint-Louisienne | 5–0 | 3–1    |
| Fire Brigade SC  | 1–2      | Notwane FC          | 0–1 | 1–1    |
| Vital'O          | 2–4      | Costa do Sol        | 0–1 | 2–3    |
| Rivatex          | 2–3      | Al-Mourada SC       | 1–2 | 1–1    |
| AC Sodigraf      | w/o1     | Posta FC            | —   | —      |
| MP Tigers        | w/o1     | Zamsure FC          | —   | —      |

1- Great Olympics, Posta y Zasmure abandonaron el torneo antes de jugar el partido de ida.

2- El partido de vuelta originalmente fue abandonado cuando iba 1-0 a favor del Etoile.

3- El Chapungu United abandonó el torneo después de jugar el partido de ida.

## Segunda Ronda
| Equipo 1         | Agr.         | Equipo 2       | Ida | Vuelta |
| ---------------- | ------------ | -------------- | --- | ------ |
| Stade d'Abidjan  | 1–3          | FUS Rabat      | 1–1 | 0–2    |
| Canon Yaoundé    | w/o1         | Olympique Béja | —   | —      |
| AS Douanes       | 0–2          | CR Belouizdad  | 0–0 | 0–2    |
| Mbilinga         | 3–3 (2:3 p.) | Katsina United | 3–0 | 0–3    |
| Simba            | 3–3 (v.)     | El Mokawloon   | 3–1 | 0–2    |
| Pretoria City FC | 5–1          | Notwane FC     | 2–1 | 3–0    |
| Costa do Sol     | 7–3          | Al-Mourada SC  | 3–0 | 4–3    |
| AC Sodigraf      | 10–0         | MP Tigers      | 7–0 | 3–0    |

1- El Olympique Béja abandonó el torneo antes de jugar el partido de ida.

## Cuartos de final
| Equipo 1      | Agr.     | Equipo 2         | Ida | Vuelta |
| ------------- | -------- | ---------------- | --- | ------ |
| CR Belouizdad | w/o1     | Pretoria City FC | —   | —      |
| Canon Yaoundé | 2–2 (v.) | Costa do Sol     | 0–0 | 2–2    |
| FUS Rabat     | 0–1      | El Mokawloon     | 0–0 | 0–1    |
| AC Sodigraf   | 2–0      | Katsina United   | 2–0 | 0–0    |

1- El Pretoria City abandonó el torneo antes de jugar el partido de ida.

## Semifinales
| Equipo 1      | Agr. | Equipo 2      | Ida | Vuelta |
| ------------- | ---- | ------------- | --- | ------ |
| CR Belouizdad | 1–2  | AC Sodigraf   | 1–1 | 0–1    |
| El Mokawloon  | 3–2  | Canon Yaoundé | 2–1 | 1–1    |

## Final
| Equipo 1    | Agr. | Equipo 2     | Ida | Vuelta |
| ----------- | ---- | ------------ | --- | ------ |
| AC Sodigraf | 0–4  | El Mokawloon | 0–0 | 0–4    |

### Ida
| 24 de noviembre de 1996 | AC Sodigraf | 0 – 0 | El Mokawloon | Stade des Martyrs, Kinshasa, Zaire                   |  |
|                         |             |       |              | Asistencia: 10,000 espectadores Árbitro(s): Boucetta |  |

### Vuelta
| 8 de diciembre de 1996 | El Mokawloon                          | 4 – 0 | AC Sodigraf | Cairo International Stadium, El Cairo, Egipto            |                                                          |
|                        | Ashour 7', 54' (pen.) · Ouda 25', 74' |       |             | Asistencia: 40,000 espectadores Árbitro(s): Falla N'Doye | Asistencia: 40,000 espectadores Árbitro(s): Falla N'Doye |

## Campeón
| Recopa Africana 1996           |
| ------------------------------ |
| Bandera de Egipto              |
| Al-Mokawloon Al-Arab 3º Título |